# Budislav
Budislav je moško osebno ime.

## Izvor imena
Ime Budislav je različica moškega osebnega imena Budimir.

## Pogostost imena
Po podatkih Statističnega urada Republike Slovenije na dan 31. decembra 2007 v Sloveniji ni bilo moških oseb z imenom Budislav ali pa je bilo število noselcev tega imena manjše od 5.

## Osebni praznik
Osebe z imenom Budislav godujejo takrat kot osebe z imenom Gregor.